# Brytarspets

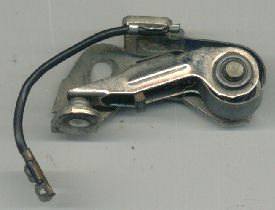
Brytarspets med kontaktpunkerna till vänster. Kamarmens infästning till höger och kamföljaren i mitten

Brytarspets är en mekanisk komponent som tidigare var vanlig i en Ottomotors tändsystem som bryter primärlindningen i tändspolen så att en högspänningspuls skapas vilken ger en gnista i tändstiftet så att bränslet antänds.
I en tvåtaktsmotor ligger kamarmens följare an mot kammar på vevaxeln. En kam för varje cylinder. I en fyrtaktsmotor är det kamaxeln som kammarna sitter på. Brytarspetsen kan justeras dels vad gäller gnistgapet (med bladmått) och vad gäller vinkeln mot övre kolvläget (med stroboskoplampa). Man kan även elektroniskt mäta kamvinkeln (Gnistgapet) Med en kamvinkelmätare.
För att undvika gnistbildning så ansluts en kondensator parallellt över brytargapet. Kondensatorn dämpar ut transienterna och ger även en viss förstärkning av tändspänningen.
Nackdelarna med en brytarspets är:
- Tändläget är inte särskilt exakt
- Kontaktytorna eroderas så att den ena ytan urgröps och den andra byggs på vilket kräver att man ibland filar ned dem
- Gnistgapet förändras av erosion och kamslitage och måste regelbundet justeras

I slutet av 1900-talet ersattes brytarspetsarna av elektroniska strömventiler som är mer precisa och inte kräver något underhåll.